# Raión de Rovenkí
El raión de Rovenkí (ruso: Ро́веньский райо́н) es un distrito administrativo y municipal (raión) ruso perteneciente a la óblast de Bélgorod. Se ubica en el sureste de la óblast. Su capital es Rovenkí.
En 2021, el raión tenía una población de 22 764 habitantes.
Su territorio es de iure fronterizo al sur con Ucrania, concretamente con la óblast de Lugansk. Sin embargo, en la invasión rusa de Ucrania de 2022, las tropas rusas invadieron casi toda la óblast de Lugansk y anexionaron la zona a Rusia sin el consentimiento de las autoridades ucranianas, declarando que pasaba a ser un territorio ruso bajo la denominación de "República Popular de Lugansk". Esta situación ha eliminado de facto el carácter fronterizo del raión de Rovenkí. Además, este raión limita al este con la óblast de Vorónezh.

## Subdivisiones
Comprende cincuenta localidades, agrupadas en doce ayuntamientos, que son el asentamiento de tipo urbano de Rovenkí (la capital) y los siguientes once asentamientos rurales:
- Aidar
- Vérjniaya Serebrianka
- Ladomírovka
- Lóznaya
- Lozóvoye
- Nagólnoye
- Nagorye
- Novoaleksándrovka
- Rzhevka
- Svístovka
- Járkovskoye